# 브랜디 노우드
브랜디 노우드(Brandy Norwood, 1979년 2월 11일 ~ )는 미국의 가수 겸 작곡가, 음반 프로듀서, 배우, 사업가이다.  미시시피 주 매콤의 한 음악 가정에서 태어난 노우드는 캘리포니아 주 카슨에서 자라 10대 그룹의 보컬리스트로 활동하기 시작했다. 1993년 애틀랜틱 레코드와 계약한 후, 그녀는 다음 해에 전 세계적으로 6백만 장이 팔린 자신의 데뷔 앨범을 발표했다. 1996년, 노우드는 UPN 시트콤 모에샤에 타이틀 캐릭터로 출연하기 시작했으며, 이 캐릭터는 6시즌 동안 지속되었고, 수많은 다른 역할로 이어졌다. 그리고 2년후인 1998년 R&B 동시대인 동료 모니카 "The Boy Is Mine"과 함께 크게 성공한 듀엣으로 음악 활동을 재개했고, 이 듀엣은 역사상 가장 많이 팔린 여성 듀엣 중 하나가 되었다. 그녀의 두 번째 앨범인 Never Say Never는 1위 싱글 2개를 선보였고, 노우드는 첫 그래미상을 수상했다.
2000년대 내내 노우드는 팝 산업에서 위태로운 위치를 지켰다. 2002년, 그녀는 리얼리티 시리즈인 브랜디: 스페셜 딜리버리에서 주연을 맡아 딸의 출산하기도 했다. 그녀의 3집과 4집 앨범인 Full Moon (2002년)과 Afrodisiac (2004년)은 큰 성공을 거두었다. 그녀는 2006년에 미국 내에서 널리 알려진 교통사고에 연루되기 전에 America's Got Talent의 첫 시즌에 심판으로 활동했다. 이 사고로 인한 여러 소송이 있은 후, 노우드의 5집 앨범 휴먼(2008)은 상업적으로 실패했다.
2010년대에 노우드는 비판적이고 상업적인 부활을 경험했다. 2010년, 그녀는 Dancing with the Stars의 11번째 시즌에 참가자로 TV에 복귀하여 리얼리티 시리즈 브랜디 & 레이 J: A Family Business에 출연했다. 2012년, 그녀는 BET 시리즈 The Game에서 정규 시리즈가 되었고, 이후 6집 앨범 Two Eleven을 발매했다. 2015년 4월, 노우드는 뮤지컬 시카고에서 브로드웨이 데뷔를 하였다. 그녀는 2016년 1월에 초연된 BET에서 Zoe Ever After라는 시트콤을 제작하였다. 2020년 7월, 노우드는 일곱 번째 스튜디오 음반인 B7을 발매했는데, 이는 또한 그녀의 첫 번째 프로젝트이기도 하다.
2020년 8월 기준으로, 그녀는 미국에서만 약 862만 장의 음반을 팔면서 전 세계적으로 4,000만 장 이상의 음반을 팔았다. 그녀의 작품은 그래미상, 아메리칸 뮤직상, 7개의 빌보드 뮤직 어워드를 포함하여 수많은 상과 상을 받았다. 독특한 음색, 목소리 층, 복잡한 리프가 특징인 독특한 사운드로 유명해져 업계 동료들과 비평가들로부터 "성경"이라는 별명을 얻었다.
국내에서는 지난 1998년 "The Boy Is Mine" 이후 딱히 인지도가 있지않다.

## 정규 음반
[Brandy] (1994)
[Never Say Never] (1998)
[Full Moon] (2002)
[Afrodisiac] (2004)
[Human] (2008)
[Two-Eleven] (2012)
[B7] (2020)